# Urso von Salerno
Urso von Salerno (auch Urso von Kalabrien oder lateinisch Ursus Calaber bzw. Urso Salernitanus; * im 12. Jahrhundert; † um 1225) war ein italienischer Arzt, Philosoph und Autor.

## Leben
Er gilt als Autor bedeutender Werke der medizinischen Schule von Salerno und wird als eine der führenden Persönlichkeiten der Schule betrachtet. Er gilt als wichtigster Vertreter der aristotelischen Theorien; insbesondere aus Physica (Meteorologia) und De caelo entwickelte er ein eigenes naturphilosophisches System.
Von der Bewunderung für Ursos Lehren zeugt die Urinschrift seines Schülers Gilles de Corbeil.

## Werke
- Anatomia
- Compendium de urinis (ein auch übersetzt im Deutschen salernitanischen Arzneibuch Anfang des 13. Jahrhunderts überlieferter Harntraktat[2])
- De commixtionibus elementorum[3]
- Glossulae
- De effectibus medicinarum
- De effectibus qualitatum
- De criticis diebus
- De pulsibus
- De saporibus et numero eorundem
- Aphorismi